# مالش (بای ویسلوخ)
مالش (به آلمانی: Malsch) یک شهرک و شهر در آلمان است که در راین-نکار-کرایس واقع شده‌است.

## خواهرخوانده
شهر Zamárdi خواهرخواندهٔ مالش (بای ویسلوخ) هست.